# Avraam Russo
Avraam Russo (en ruso: Авраам Руссо; nació como Apraham Ipjian el 21 de julio de 1969 en Aleppo, Siria) es un cantante pop ruso, nacido en Siria pero de origen armenio. En 2006 sufrió un intento de asesinato en Rusia y resultó gravemente herido. Se recuperó y está viviendo en la ciudad de Nueva York.
Russo es un artista internacional, quien ha grabado canciones en varios idiomas. Él saltó a la fama con "Daleko Daleko", un cover de Rusia de un gran éxito Árabe, "Tamally Maak" de Amr Diab.
Tiene cuatro discos de platino grabados en ruso son Amor (2001), Tonight (2002), Prosto Lyubit '(2003) y Obruchalnaya (2006) con canciones en ruso y en inglés. Amor, un éxito # 1 en Rusia y en Europa del Este. Ha vendido millones de copias del álbum en todo el mundo. Su más reciente álbum es espiritual y totálmente en inglés llamado Resurrection (2010) grabado en los Estados Unidos, donde reside con su esposa Morela e hija Emanuela.